# 偽酵素
偽酵素（ぎこうそ、英: Pseudoenzymes）とは、酵素（通常は蛋白質）の変異型を指す。
通常は不活性で触媒作用が欠損している。即ち酵素反応をほとんど、あるいは全く行わない。 偽酵素は、生命界の全ての主要な酵素ファミリーに存在し、重要なシグナル伝達や代謝機能を持つと考えられ、その多くが漸く解明されつつある。

## 解説
偽酵素は、特にゲノムの生命情報科学解析によってその遍在性が明らかになるにつれ、解析の重要性が増してきている。代謝経路やシグナル伝達経路における重要な制御機能は時には疾患に関連するので、活性型酵素の非触媒的機能、すなわち複機能蛋白質（moonlighting proteins、細胞内で主作用と異なる役割をも果たす蛋白質）に新たな光が当てられる。また、低分子化合物や薬物を用いて、細胞のシグナル伝達機構を解明する新しい方法も提案されている。細胞内シグナル伝達機能に関して、最も精力的に解析され、最もよく理解されている偽酵素は、おそらく偽キナーゼ、偽プロテアーゼ、偽ホスファターゼであろう。最近では、偽脱ユビキチン化酵素も注目され始めている。

## 構造・役割
酵素的に活性なホモログと不活性なホモログとの違いは、以前から配列レベルで指摘されており、場合によっては、認識可能なファミリー内の触媒的に活性なものと不活性なものとの比較として知られている。原虫で解析されたいくつかの偽酵素は「前酵素 (prozymes)」とも呼ばれていた。最もよく研究されている偽酵素は、プロテアーゼ、プロテインキナーゼ、プロテインホスファターゼ、ユビキチン修飾酵素など、様々な重要なシグナル伝達酵素のスーパーファミリーの中に存在する。偽酵素の「疑似骨格」としての役割もまた認識され、偽酵素は、細胞内シグナル伝達複合体という観点から、薬剤設計の興味深い潜在的標的（あるいは阻害標的）としても、生物学的および機能的研究がより徹底して行われ始めている。

## 実例
| 分類                                         | 機能                                                          | 実例 |
| -------------------------------------------- | ------------------------------------------------------------- | --- |
| 偽キナーゼ                                   | 従来型蛋白質キナーゼのアロステリック制御                      | STRADαは従来の蛋白質キナーゼであるLKB1の活性を制御している JAK1-3およびTYK2のC末端チロシンキナーゼドメインは、隣接する偽キナーゼドメインによって制御されている KSR1/2は、従来の蛋白質キナーゼであるRafの活性化を制御している                                |
| 偽キナーゼ                                   | その他の酵素のアロステリック制御                              | VRK3はリン酸化酵素VHRの活性を制御している |
| 偽ヒスチジンキナーゼ                         | 蛋白質相互作用ドメイン                                        | カウロバクターDivLは、リン酸化された応答制御因子DivKと結合し、DivLが非対称細胞分裂制御キナーゼCckAを負に制御することを可能にする |
| 偽ホスファターゼ                             | 従来型ホスファターゼの基質への接触の阻害                      | EGG-4/EGG-5はキナーゼMBK-2のリン酸化活性化ループに結合する STYXはERK1/2への結合においてDUSP4と競合する。 |
| 偽ホスファターゼ                             | 従来型リン酸化酵素のアロステリック制御                        | MTMR13はMTMR2の脂質ホスファターゼに結合し活性化する |
| 偽ホスファターゼ                             | 細胞内における蛋白質の局在制御                                | STYXはERK1/2の核内錨として作用する |
| 偽ホスファターゼ                             | シグナル伝達複合体形成の制御                                  | STYXはFボックス蛋白質であるFBXW7と結合し、SCFユビキチンリガーゼ複合体への結合を阻害する |
| 偽プロテアーゼ                               | 従来型プロテアーゼのアロステリック制御因子                    | cFLIPはシステインプロテアーゼであるカスパーゼ-8に結合して、外因性アポトーシスを阻害する |
| 偽プロテアーゼ                               | 細胞内における蛋白質の局在制御                                | 哺乳類のiRhom蛋白質は、1回膜貫通蛋白質の細胞膜または小胞体関連分解経路への輸送を制御する |
| 偽脱ユビキチン化酵素 (偽DUB)                 | 従来型DUBのアロステリック制御因子                             | KIAA0157は、DUB、BRCC36、DUB活性を持つ高次ヘテロ4量体の構築に不可欠である |
| 偽リガーゼ (偽E2ユビキチンリガーゼ)          | 従来型E2リガーゼのアロステリック制御因子                      | Mms2はユビキチンE2変異体（UEV）で、活性型E2であるUbc13と結合し、K63ユビキチン結合を誘導する |
| 偽リガーゼ (偽E2ユビキチンリガーゼ)          | 細胞内における蛋白質の局在制御                                | TSG101はESCRT-I輸送複合体の構成要素であり、HIV-1のGag結合とHIVの出芽に重要な役割を果たしている |
| 偽リガーゼ (偽E3ユビキチンリガーゼ)          | 従来型RBRファミリーE3リガーゼのアロステリック制御因子の可能性 | BRcatはパーキンやアリアドネ-1/22などのRBR（RING-between RING）ファミリーE3ユビキチンリガーゼのドメイン間構造を制御する |
| 偽ヌクレアーゼ                               | 従来型ヌクレアーゼのアロステリック制御因子                    | CPSF-100はmRNA前駆体の3´末端プロセシング複合体の構成要素であり、活性型であるCPSF-73を含む |
| 偽ATPアーゼ                                  | 従来型ATPアーゼのアロステリック制御因子                       | EccC（Esx conserved component C）は2つの偽ATPアーゼドメインからなり、従来型ATPアーゼドメインのN末端を制御している |
| 偽GTPアーゼ                                  | 従来型GTPアーゼのアロステリック制御因子                       | GTPに結合したRnd1またはRnd3/RhoEはp190Rho/GAPと結合し、従来型GTPaseであるRhoAの触媒活性を制御する |
| 偽GTPアーゼ                                  | シグナル伝達複合体形成の基盤                                  | MiD51は触媒作用はないがGDPやADPと結合し、Drp1と共にミトコンドリアの分裂を仲介する複合体を形成する。CENP-MはGTPと結合することができず、配座の変換もできないが、CENP-I, CENP-H, CENP-Kと低分子量GTPアーゼの複合体の核形成に必須で、動原体の集合を制御している |
| 偽GTPアーゼ                                  | 細胞内における蛋白質の局在制御                                | 酵母の中間軽鎖ドメイン（LIC）は、ヌクレオチド結合を持たない偽GTPaseであり、ダイニンモーターと被輸送物を結合させる ヒトのLICはGTPよりもGDPに結合することから、ヌクレオチド結合はスイッチ機構の基礎となるのではなく、安定性を与える可能性が示唆される         |
| 偽キチナーゼ                                 | 基質の確保または隔離                                          | YKL-39（キチナーゼ様蛋白質の1つ）は5つの結合部位を介してキトオリゴ糖に結合するが、処理しない |
| 偽シアリダーゼ                               | シグナル伝達複合体形成の基盤                                  | CyRPA（富システイン保護抗原）はP. falciparumPfRh5/PfRipr複合体の核として赤血球受容体であるバシジンに結合し、宿主細胞への侵入を媒介する |
| 偽リアーゼ                                   | 従来型相手酵素のアロステリック活性化                          | 前酵素とS-アデノシルメチオニン脱炭酸酵素（AdoMetDC）のヘテロ二量化により触媒反応が1000倍活性化される |
| 偽転移酵素                                   | 細胞内相手酵素のアロステリック活性化                          | ウイルス性GATは細胞内PFASを動員し、RIG-Iを脱アミノ化し、宿主の抗ウイルス防御に対抗する T. brucei のデオキシヒプシン合成酵素（TbDHS）の不活性パラログであるDHSpは活性DHScに結合し、活性を1000倍以上増加させる                                                |
| 偽ヒストンアセチルトランスフェラーゼ (偽HAT) | シグナル伝達複合体形成の基盤の可能性                          | ヒトO-GlcNAcアーゼ（OGA）はバクテリアのものと異なり、触媒残基とアセチルCoAの結合を欠く |
| 偽ホスホリパーゼ                             | シグナル伝達複合体形成の基盤の可能性                          | FAM83ファミリー蛋白質は先祖伝来のホスホリパーゼD触媒活性に代わって新たな機能を獲得したと推定される |
| 偽ホスホリパーゼ                             | 従来型相手酵素のアロステリック不活性化                        | クサリヘビのホスホリパーゼA2阻害成分は、標的であるヒトの細胞内蛋白質ホスホリパーゼA2に構造的に似ている |
| 偽酸化還元酵素                               | 従来型相手酵素のアロステリック不活性化                        | ALDH2*2は、活性型ALDH2*1の4量体化を阻害する |
| 偽ジスムターゼ                               | 従来型相手酵素のアロステリック活性化                          | スーパーオキシドジスムターゼの銅シャペロン（CCS）が対応する酵素であるSOD1に結合し、触媒反応を活性化する |
| 偽ジヒドロオロターゼ                         | 従来型酵素の折り畳みや複合体形成の制御                        | シュードモナスのpDHOは、アスパラギン酸カルバモイル転移酵素触媒サブユニットの折り畳み、および活性オリゴマーへの組み立てのいずれにも必要である |
| 偽リボヌクレアーゼ                           | 複合体の組み立て/安定化を促進し、触媒パラログの会合を促進する | KREPB4は、エンドヌクレアーゼと共にRNアーゼIIIヘテロ二量体の非触媒的な半分を形成する偽酵素として働く可能性がある |